# Arthur Kaan

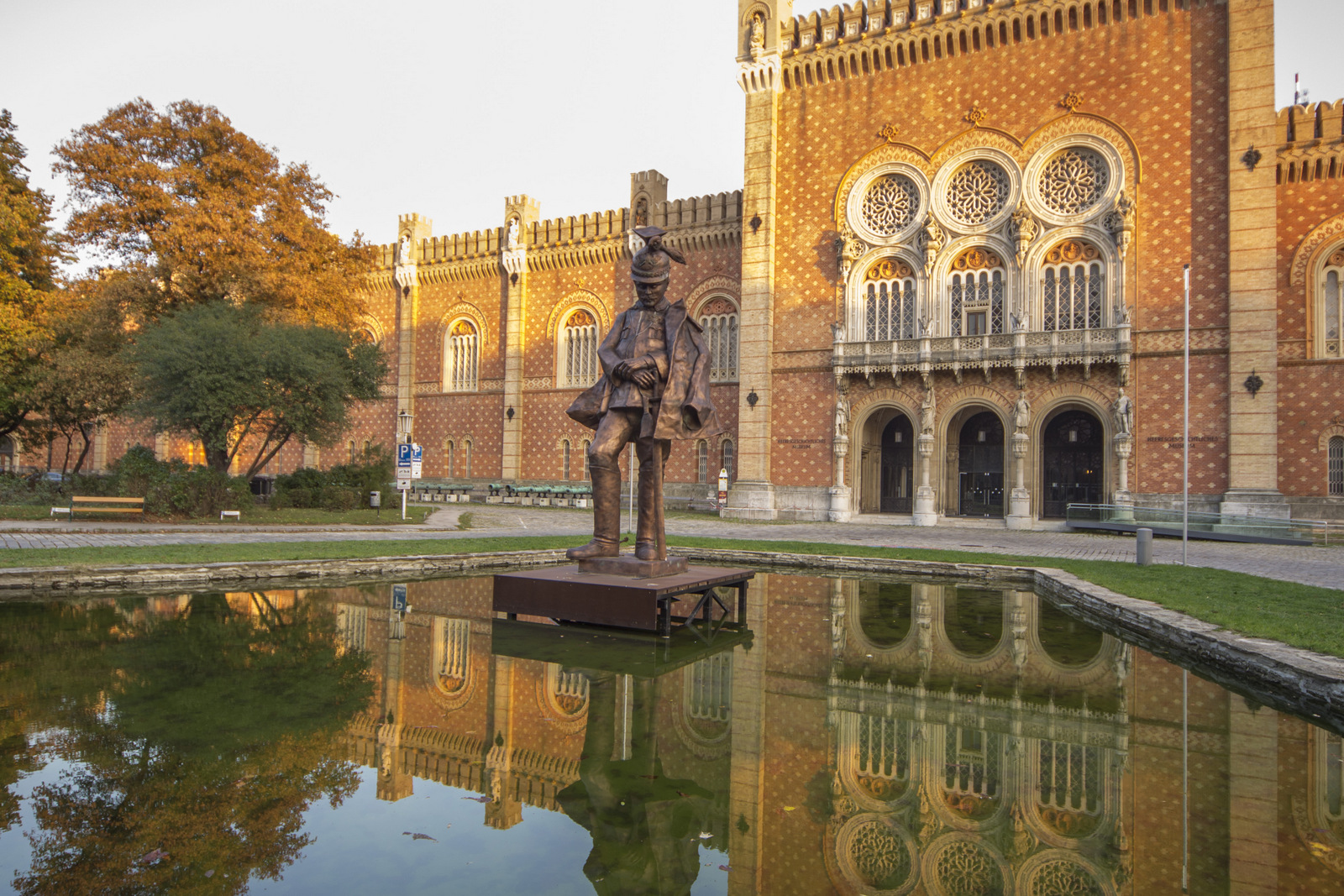
Ulan, auf Säbel gestützt, Nachbildung einer Plastik von Arthur Kaan (1914/15) vor dem Heeresgeschichtlichen Museum Wien

Arthur Kaan (auch Artur Kaan, * 24. Februar 1864 in Klagenfurt; † 9. Juni 1940 in Wien) war ein österreichischer Bildhauer.

## Leben
Seinen ersten Unterricht erhielt Arthur Kaan durch den Bildhauer Rudolf Zafouk in Wien. Anschließend studierte er an der Akademie der bildenden Künste in Wien, seine Lehrer waren Carl Kundmann und Edmund Hellmer. Ab dem Jahr 1886 arbeitete Kaan selbstständig in Wien. 1896 wurde er Mitglied des Wiener Künstlerhauses. Er fertigte zahlreiche Monumental- und Kleinplastiken an, wobei Kinderbüsten und Grabmäler sein Spezialgebiet waren.
Stilistisch gehört Kaan zu jener Generation von Künstlern, bei der die Plastik einen Teil ihrer Selbstständigkeit verloren hatte und am Bauwerk zum Zurat degradiert wurde, wodurch sie sich der Architektur unterordnete.
Zu Beginn des Ersten Weltkriegs war Kaan wegen Arbeiten am Kaiser Franz-Joseph-Stadtmuseum vorübergehend von der Einrückungspflicht enthoben, wurde in weiterer Folge jedoch zum Infanterie-Regiment Nr. 4 „Hoch- und Deutschmeister“ eingezogen. Er bat um Aufnahme in das k.u.k. Kriegspressequartier, dem er ab 3. Juli 1917 angehörte. Er überlebte den Ersten Weltkrieg und wurde per 15. September 1918 außer Stand gesetzt.
Er starb während des Zweiten Weltkrieges am 9. Juni 1940, nach langer schwerer Krankheit, im 18. Wiener Gemeindebezirk, in der Schumanngasse 16. Über seinem Tod wurde in der Presse nichts berichtet. Sein Grab befindet (?)/befand sich am Wiener Zentralfriedhof Gruppe 34A, Reihe 8, Nr. 29. Da es sich bei dem Grab um kein Ehrengrab handelte, war das Nutzungsrecht bereits 2004 abgelaufen.

## Werke (Auszug)
- 1889: Porträtbüste Louis Daguerre, Bronze, Österreichische Galerie Belvedere, Wien
- 1895: Gruppe Achilleus und Penthesilea, St. Anna Kinderspital, Wien
- 1895: Gruppe Eva mit Kain und Abel, St. Anna Kinderspital, Wien
- 1897: Büste Meine Mutter, Terrakotta, St. Anna Kinderspital, Wien
- 1898: Denkmal Kaiser Franz Joseph I., Kurpark, Baden bei Wien (gemeinsam mit Joseph Maria Olbrich)
- 1902: Statue Erzengel Gabriel, Breitenfelder Pfarrkirche, Wien
- 1903: Büste Heinrich von Ferstel, Technische Universität Wien
- 1917: Bildnisrelief Alexander von Krobatin, Bronze, Heeresgeschichtliches Museum, Wien
- 1917: Statuette Schütze, Bronze, Heeresgeschichtliches Museum, Wien
- 1917: Statuette Tambour, Bronze, Heeresgeschichtliches Museum, Wien
- 1917: Statuette Hornist, Bronze, Heeresgeschichtliches Museum, Wien
- 1917: Statuette Ulane, Bronze, Heeresgeschichtliches Museum, Wien
- 1917: Statuette Infanterist, Bronze, Heeresgeschichtliches Museum, Wien
- 1918: Statuette Österreichischer Soldat, Eisenguss, Heeresgeschichtliches Museum, Wien